# Cobra Verde
Cobra Verde ist ein deutscher Spielfilm aus dem Jahre 1987. Es ist die fünfte und letzte Zusammenarbeit des Regisseurs Werner Herzog mit dem Schauspieler Klaus Kinski.

## Inhalt
Grundlage des Films ist das Buch Der Vizekönig von Ouidah des Schriftstellers Bruce Chatwin, der sich wiederum von einem Reisebericht aus dem 19. Jahrhundert inspirieren ließ. Ein Desperado namens da Silva wird in Brasilien zu einem gefürchteten Banditen, den man allgemein Cobra Verde nennt. Sein bestimmendes, respekteinflößendes Verhalten fällt einem Zuckerbaron auf, der ihn zum Aufseher über seine Plantagensklaven ernennt. Nachdem da Silva dessen drei minderjährige Töchter geschwängert hat, wird er auf eine Reise nach Afrika geschickt, wo er neue Sklaven eintauschen soll. Diese Reise, von der der Ruhestörer nicht zurückkehren soll, wird allerdings zu einem Erfolg, da es da Silva gelingt, durch selbstbewusstes Auftreten die Lokalautoritäten zu beeindrucken und Sklaven für seine Auftraggeber nach Brasilien einzuschiffen.
Allerdings lässt ihn der wahnsinnige König von Dahomey, einem Königreich im heutigen Benin, kurz darauf an seinen Hof verschleppen, wo er in einen Aufstand eines Teils des Hofstaates gegen den Despoten verwickelt wird und als Anführer eines Amazonenheeres hilft, den Thron zu erobern. Als Dank für seine Hilfe wird da Silva zum Vizekönig ernannt. Da aber kurz danach der Sklavenhandel vom Mutterland Brasilien endgültig eingestellt wird, hat der neue König keinen Nutzen mehr von ihm und vertreibt ihn aus seinem Domizil. Völlig verlassen und endgültig gescheitert, beim Versuch, mit Hilfe eines Einbaums vom afrikanischen Kontinent in das Nirgendwo zu flüchten, endet der Film mit dem Tod da Silvas.

## Unterschiede zur Romanvorlage
Werner Herzog lässt seinen Film erst mit dem dritten Kapitel des Romans beginnen. Das Porträt von Francisco Manoel da Silvas Nachkommenschaft in Benin wird ausgespart. Stattdessen wird dem einsamen Wanderarbeiter da Silva ein Banditenimage verpasst. Der Barfußbandit Cobra Verde ist in Bruce Chatwins Romanvorlage nur ein flüchtiger, anonymer Gast, mit dem da Silva sein Fleisch teilt. Herzog verschmilzt beide Persönlichkeiten zu einer, um später einen Vorwand zu haben, da Silva nach Dahomey in die Verbannung zu schicken. Die Figur des Geschäftspartners Joaquim Coutinho ist im Film nicht vorhanden. Er ist der Sohn des verschuldeten und pflegebedürftigen Colonel Octavio Coutinho und der Garant für da Silvas phasenweisen Wohlstand in Dahomey, den Werner Herzog wohl aus Gründen eines zu knappen Produktionsbudgets nicht zeigen konnte oder wollte. Da Silva fristet im Film eine erbärmliche Existenz. Die Handlung erstreckt sich eigentlich über mehrere Jahrzehnte, und er trägt immer dieselbe Uniform.

## Hintergrund
Der Film polarisierte sowohl die Meinungen der Filmkritiker als auch des Publikums, wobei er bei Ersteren zumeist eher schlechte Bewertungen erhielt. Der Kritiker Hellmuth Karasek bezeichnete den Film in Ausgabe 49/1987 des Spiegels als „ein schmutziges Stück Männerphantasie, ein klappriges Herrenmenschentum, geritten auf der Mähre Kinski“.
Dietrich Kuhlbrodt bezeichnete in seiner Kritik in der Ausgabe 01/1988 der Zeitschrift konkret den Film als Anschluss an die Vergangenheit, nämlich an Triumph des Willens von Leni Riefenstahl.
Das Lexikon des internationalen Films schreibt: „Der aufwendige Film verspielt das interessante Thema der Romanvorlage infolge überzogener Selbstironie und Schaueffekte - vor allem aber wegen der unerträglich exzentrischen Selbstdarstellung des Titelhelden.“
Der Film ist, wie Werner Herzog selbst sagt, „nicht politisch korrekt“, zeigt aber einen sonst in Filmen üblicherweise nicht behandelten Aspekt der Sklaverei, nämlich, dass es in Afrika schwarze Herrscher gab, die Schwarze an Weiße verkauften.
Die in Brasilien spielenden Teile des Films wurden in der Nähe von Cali, in La Guajira und im Städtchen Villa de Leyva in Kolumbien gedreht, die afrikanischen Szenen in Ghana. Das im Film im Mittelpunkt stehende Sklavenfort steht eigentlich in Elmina. Der Königspalast von Abume wurde eigens für den Film etwa zehn Kilometer außerhalb von Tamale aus Lehm und Gips aufgebaut. Während der Dreharbeiten erlebte der heute legendäre Konflikt zwischen Regisseur Werner Herzog und Schauspieler Klaus Kinski, unter dessen Wutausbrüchen das gesamte Filmteam leiden musste, seinen Höhepunkt. Deshalb kam es nach Cobra Verde zu keiner weiteren Zusammenarbeit zwischen Herzog und Kinski mehr. Nach einer anhaltenden Auseinandersetzung mit Darsteller Kinski verließ Kameramann Thomas Mauch inmitten der Dreharbeiten das Projekt, weshalb ihn Regisseur Herzog durch den tschechischen Kameramann Viktor Růžička ersetzen musste. Im Dokumentarfilm Mein liebster Feind äußert sich Herzog auch zu Cobra Verde. Herzog selbst sah den Film als ein Werk, das ihm auf gewisse Weise selbst „fremd geblieben“ sei. Sein Eindruck war, dass Kinski geistig bereits bei seinem Traumprojekt Kinski Paganini gewesen sei und dieser Umstand seine Darbietung bereits unterschwellig beeinflusst habe.
Nach eigenem Bekunden versuchte Herzog, im Film „eine echte physische Lebendigkeit“ zu erzeugen.

## Auszeichnungen
- 1987: Bayerischer Filmpreis in der Kategorie Produzentenpreis für Werner Herzog und Lucki Stipetić und in der Kategorie Preis für Tongestaltung für Milan Bor
- Die Deutsche Film- und Medienbewertung FBW in Wiesbaden verlieh dem Film das Prädikat besonders wertvoll.